# Tillandsia oaxacana
Tillandsia oaxacana L.B.Sm. è una pianta epifita appartenente alla famiglia delle Bromeliacee.

## Distribuzione e habitat
La specie è un endemismo del Messico sud-occidentale (Guerrero e Oaxaca).